# 강성철 (아나운서)
강성철(1979년 6월 3일 ~)은 대한민국의 케이블 방송국 KBS N 스포츠의 스포츠캐스터이다. 2016년부터는 KBS N 스포츠의 KBO 리그 중계 메인캐스터를 담당하고 있다.

## 주요 중계 종목
- KBO 리그
- 한국프로농구
- 씨름

## 프로그램
- 《강성철의 야구라》(2015년 3월 30일 ~ )